# Ghimbășel
45°48′N 25°42′Ø / 45.8°N 25.7°Ø
Ghimbășel (også Ghimbav) er en venstre biflod til floden Bârsa i Rumænien Dens udspring er i den nordlige del af Bucegi-bjergene . Oprindeligt løb den direkte i Olt, men meget af dens vand er blevet omdirigeret til Bârsa, en anden biflod til Olt, nær Colonia Bod. Den er 67 km lang og dens afvandingsområde er 533 km km² Det tidligere nedre løb af Ghimbășel, nedstrøms for denne omledning, eksisterer stadig og bruges til afledning af lokale tilløb, der løber ud i Olt nord for Bod.

## Bifloder
Følgende floder er bifloder til floden Ghimbășel:
- Fra venstre: Valea Glăjăriei
- fra højre: Năjila, Pârâul Mic, Valea Cetății, Valea Joaderului, Canalul Timiș, Timiș, Durbav